# ویگن خچومیان
ویگن (ویدوک) خچومیان (ارمنی: Վիգեն (Վիդոկ) Խեչումյան؛ انگلیسی: Vigen Vidok Hechumyan زادهٔ ۱۵ دسامبر ۱۹۱۶ - درگذشته ۱۷ آوریل ۱۹۷۵)، مترجم، نثرنویس اهل ارمنستان بود.

## زندگی‌نامه
وی با نام اصلی ویدوک خچومیان در ۱۹۱۶ در ایروان به دنیا آمد و در سال ۱۹۴۰ از دانشگاه دولتی ایروان فارغ‌التحصیل شد. وی در بین سال‌های ۱۹۳۸ تا ۱۹۴۰ و ۱۹۴۳ تا ۱۹۵۶ در ماتناداران فعالیت نمود. بین سال‌های ۱۹۴۰ تا ۱۹۴۳ در جریان جنگ جهانی دوم در ارتش سرخ خدمت نمود و در جبهه شرقی شرکت کرد. در میانه دهه ۱۹۵۰ فعالیت خویش را به عنوان روزنامه‌نگار برای گاهنامه ادبی «سوُتاکان گراکانوتیون» (Sovetakan grakanutyun) آغاز نمود. وی عضو اتحادیه نویسندگان اتحاد شوروی بود.  وی در ۱۹۷۵ در سن ۵۸ سالگی در ایروان درگذشت.

## نگارخانه

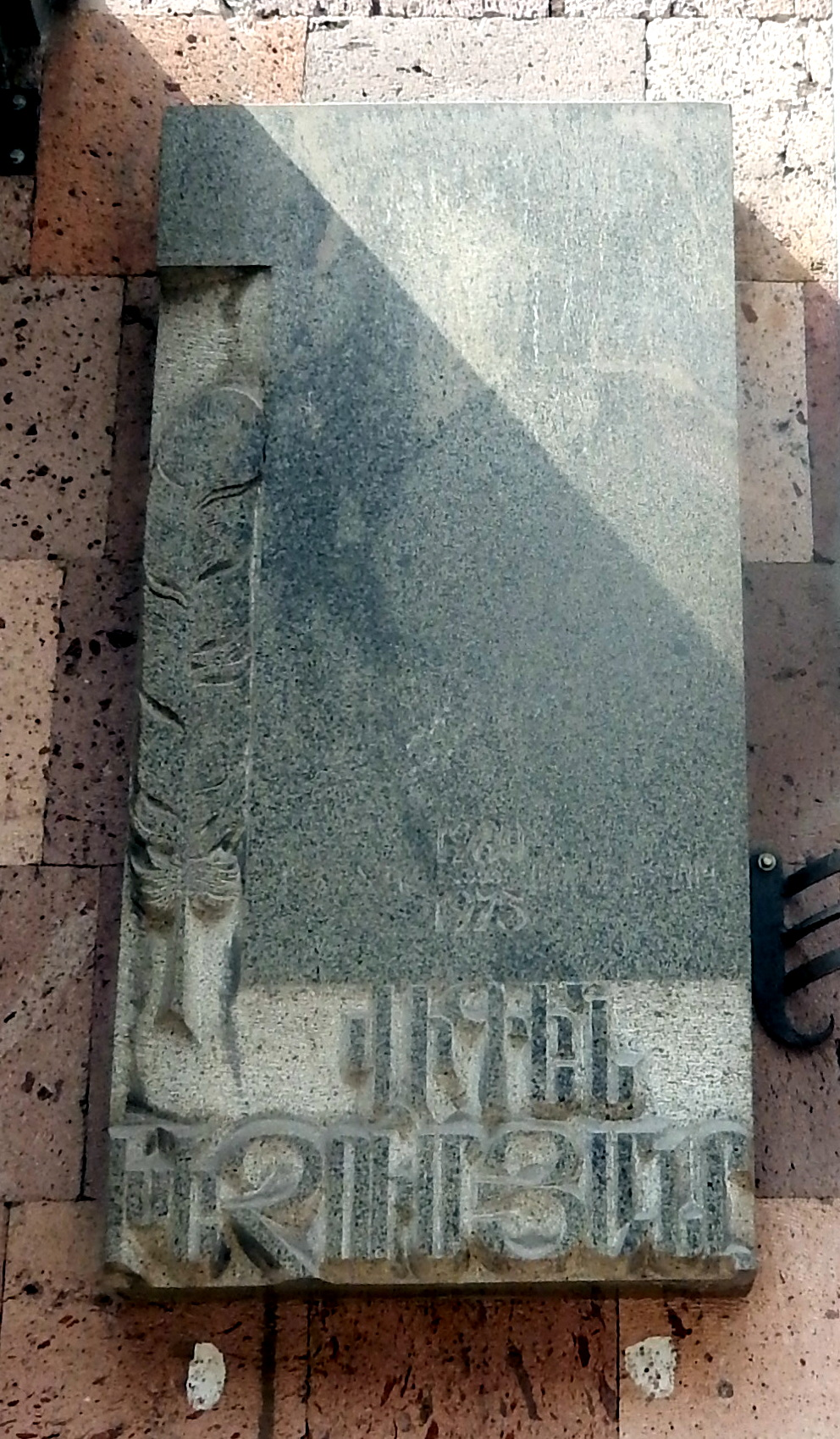
پلاک یادبود